# Секула Дръндаров
Секула П. Дръндаров или Драндаров е български просветен деец от Българското възраждане в Македония.

## Биография
Роден е в 1838 година в прилепското село Долнени, тогава в Османската империя. Става започва да преподава на различни длъжности и места в родния си град, където работи като български учител от около 1860 до 1890 година. Учителства дълги години в Прилепското мъжко училище. След като Прилепското училище е разделено на горен и долен курс от директора Кюрдалев, Дръндаров е един отр тримата учители, които преподават на малките уеници в долния курс. По-късно става помощник на главния учител Никола Еничерев по време на неговото управление от 1866 до 1877 година, заедно с Христо Колчаков, с когото ръководят взаимното българско училище с 300 деца, а Еничерев ръководи главното класно училище с 60 деца. В същия период училищната сграда става тясна за всички желаещи да се обучават и в 1868 година е отворена помощна сграда, като така отваря врати училище в махалата Вароша, което Дръндаров ръководи под управлението на следващия директор Йосиф Ковачев.